# Dobrava pod Rako
Dobrava pod Rako je naselje u Općini Krško u istočnoj Sloveniji. Dobrava pod Rako se nalazi u pokrajini Dolenjskoj i statističkoj regiji Donjoposavskoj.

## Stanovništvo
Prema popisu stanovništva iz 2002. godine Dobrava pod Rako je imala 19 stanovnika.

## Vanjske poveznice
- Satelitska snimka naselja  Arhivirana inačica izvorne stranice od 29. srpnja 2017. (Wayback Machine)